# Jim Lefebvre
Pour les articles homonymes, voir Lefebvre.
James Kenneth Lefebvre (né le 7 janvier 1942 à Inglewood, Californie, États-Unis) est un joueur de baseball, instructeur et manager des Ligues majeures.
Comme joueur, il évolue au deuxième but et au troisième but pour les Dodgers de Los Angeles de 1965 à 1972. Il est nommé recrue de l'année de la Ligue nationale de baseball à sa première saison et compte une sélection au match des étoiles. Il évolue 4 ans en NPB au Japon. Il dirige plus tard trois clubs du baseball majeur, de 1989 à 1999.

## Carrière de joueur

### Dodgers de Los Angeles
Jim Lefebvre signe son premier contrat professionnel en 1962 avec les Dodgers de Los Angeles. Il fait son entrée dans le baseball majeur avec cette équipe le 12 avril 1965. À sa première saison, il frappe 12 circuits et récolte 69 points produits en 157 parties jouées pour être élu recrue de l'année dans la Ligue nationale. Il participe à la Série mondiale de 1965, que les Dodgers remportent en 7 parties sur les Twins du Minnesota. Il dispute 3 des rencontres de la finale et frappe pour une moyenne au bâton de ,400.
En 1966, il affiche sa meilleure moyenne au bâton (,274) en une année en plus de sommets personnels de coups sûrs (149), de circuits (24) et de points produits (74) et honore sa seule sélection au match des étoiles du baseball majeur. Il dispute la Série mondiale 1966 mais les Dodgers sont détrônés par les Orioles de Baltimore.
Lefebvre, un frappeur ambidextre qui lance de la droite, joue principalement au deuxième but au cours de sa carrière, mais dispute bon nombre de matchs au troisième coussin. À sa première saison, les Dodgers comptent d'ailleurs sur un avant-champ composé exclusivement de frappeurs ambidextres : Wes Parker au premier but, Lefebvre au deuxième, Jim Gilliam au troisième et Maury Wills à l'arrêt-court. 
Lefebvre s'aligne toute sa carrière, qui se termine en 1972, avec les Dodgers. À deux reprises, il est considéré au vote désignant le joueur par excellence de la saison, terminant 21e et 18e aux scrutins de 1965 et 1966, respectivement,.
En 922 parties dans les majeures, il compte 756 coups sûrs, 74 circuits, 404 points produits, 313 points marqués et sa moyenne au bâton s'élève à ,251.

### Japon
De 1973 à 1976, Lefebvre évolue au Japon pour les Lotte Orions. Le club est couronné champion de la NPB en 1974, faisant de Lefebvre le premier joueur de baseball à avoir remporté la Série mondiale en Amérique du Nord et les Japan Series.

## Carrière d'entraîneur

### Gérant
Jim Lefebvre est manager de trois équipes dans les Ligues majeures. Il prend les commandes des Mariners de Seattle au début de la saison 1989. L'équipe prend la sixième place de sa division avec une fiche de 73 victoires et 89 défaites cette année-là, avant d'améliorer son dossier à 77-85 pour une cinquième position en 1990. Après 14 saisons perdantes de suite depuis l'arrivée de la franchise dans la Ligue américaine en 1977, le club de Seattle connaît enfin une saison gagnante en 1991, alors que les joueurs de Lefebvre gagnent 83 parties, contre 79 revers. Cela n'améliore cependant pas leur place au classement puisqu'ils terminent à nouveau en cinquième place. Les Mariners gagnent 233 parties sur 486 avec Lefebvre comme gérant au cours de ces trois années.
En 1992 et 1993, il dirige les Cubs de Chicago. La fiche du club est de 78-84 la première année. La saison suivante, Chicago remporte 84 matchs contre 78 défaites mais termine, pour la seconde fois en deux ans, en quatrième place de la division Est de la Ligue nationale.
Lefebvre est de retour comme gérant dans les majeures en 1999 alors qu'il prend la relève de Phil Garner chez les Brewers de Milwaukee en cours de saison. Il dirige l'équipe pour les 49 dernières parties de la saison régulière, Milwaukee en gagnant 22.
Jim Lefebvre compte 417 gains et 442 revers comme gérant dans les majeures, pour un pourcentage de victoires de ,485.

### Instructeur

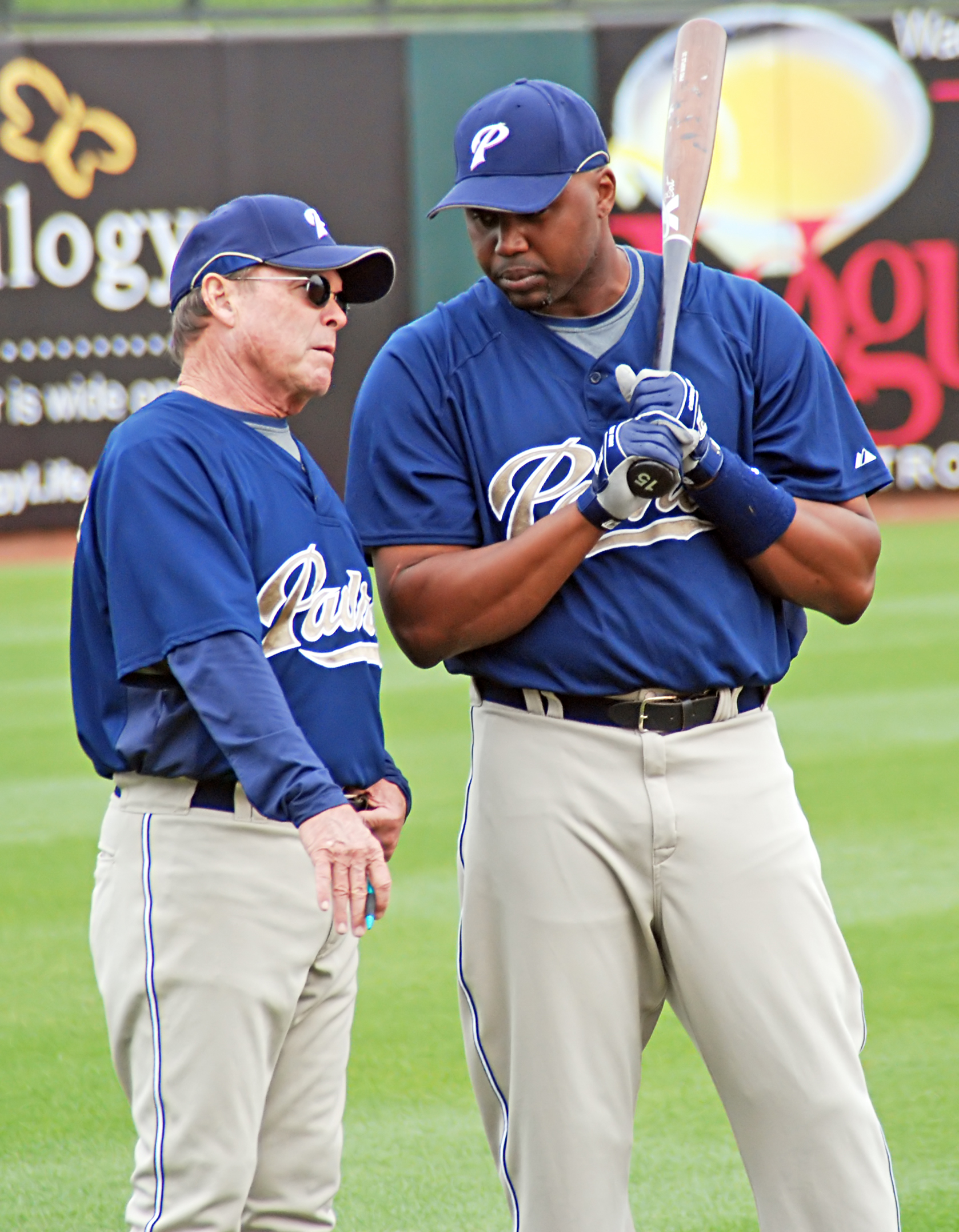
Jim Lefebvre (à gauche) et Cliff Floyd chez les Padres de San Diego en 2009.

En plus d'être manager dans les ligues mineures, Lefebvre a été instructeur au niveau majeur pour plusieurs équipes. Il est instructeur au premier but et instructeur des frappeurs des Dodgers de Los Angeles en 1978 et 1979, instructeur des frappeurs des Giants de San Francisco de 1980 à 1982, instructeur des frappeurs et au troisième but avec les Athletics d'Oakland en 1987 et 1988 et instructeur des frappeurs des Brewers de Milwaukee en 1988 et 1989. Après avoir dirigé les Mariners et les Cubs, il est de nouveau engagé par Oakland comme instructeur des frappeurs en 1994 et 1995. Il accomplit le même rôle chez les Brewers en 1998 avant de devenir leur gérant l'année suivante. En 2002, il est instructeur des frappeurs des Reds de Cincinnati. Enfin, il est instructeur des frappeurs chez les Padres de San Diego en 2009.

### Expérience internationale
Lefebvre est engagé comme gérant de l'équipe de Chine de baseball qui participe à la Classique mondiale de baseball 2006 et aux Jeux olympiques d'été de 2008 à Pékin. La Chine n'est que 15e sur 16 nations à la Classique mondiale. Comme pays hôte des Jeux olympiques, elle participe automatiquement au tournoi de baseball mais elle ne gagne qu'une partie sur sept.

## Carrière d'acteur
Jim Lefebvre a fait plusieurs apparitions dans des rôles à la télévision, notamment dans deux épisodes de Batman et un de Gilligan's Island en 1967. Il est aussi apparu dans MASH (M*A*S*H) (1983), St. Elsewhere (1984) et K 2000 (Knight Rider) (1986).

## Vie personnelle
Le père de Jim Lefebvre, Ben, fut longtemps entraîneur des frappeurs de baseball dans une école secondaire. Le fils de Jim, Ryan Lefebvre, est commentateur sportif qui assure la description à la télévision et à la radio des matchs de baseball des Royals de Kansas City. 